# Speleophriopsis canariensis
Speleophriopsis canariensis is een eenoogkreeftjessoort uit de familie van de Speleophriidae. De wetenschappelijke naam van de soort is voor het eerst geldig gepubliceerd in 1996 door Jaume & Boxshall.